# Symfonie nr. 6 (Bolcom)
William Bolcom voltooide zijn Symfonie nr. 6 in 1997. Hij schreef het werk op verzoek van het National Symphony Orchestra, een van de “grote” orkesten in de Verenigde Staten. De eerste uitvoering vond plaats tijdens een bijeenkomst van de Universiteit van Michigan in het Kennedy Center for Performing Arts in Washington. De dirigent Leonard Slatkin gaf leiding aan de première op 26 februari 1998. In de instrumentatie zijn onder meer een aantal saxofoons en flugelhorn te vinden.
Het werk bestaat uit vier delen:
1. Lament
2. Burlesk
3. Molto Adagio memorial (opgedragen aan de moeder van de componist); al klaar in 1996 en toen ook al uitgevoerd
4. Mars.

Na de première vond nog een aantal uitvoeringen plaats, maar verdween de symfonie uit zicht. In 1999 vond nog wel een uitvoering plaats in New York, ook onder leiding van Slatkin.